# Antonio García Barreda
Antonio García Barreda (Alcalá de Guadaíra, provincia de Sevilla, 1 de febrero de 1933-Puerto Real, Cádiz, 18 de agosto de 2017), más conocido como Pilongo, fue un futbolista español que jugaba en la demarcación de lateral derecho.

## Biografía
Tras formarse como futbolista en el Triana Balompié, en 1951, con 18 años, debutó con el CD Utrera, jugando en la Tercera División de España, tercer nivel del fútbol español en los años 1950. Tras un breve paso por el Recreativo de Huelva, cedido por la disciplina del Sevilla CF, finalmente en 1953 subió al primer equipo en la primera división, aunque no llegó a disputar ningún partido. En la temporada 1954/55 fichó por el Cádiz. Hizo su debut con el club gaditano el 10 de octubre de 1954 ante el Chiclana CF, con un resultado final de 5-0 a favor del Cádiz. Empezó con el club en la tercera división, pero tras la primera temporada, ascendió a segunda división, donde permaneció hasta que, tras quedar relegado al banquillo por el entrenador Camilo Liz, se marchó al Xerez CD. También jugó para el Racing Portuense, Extremadura UD y finalmente para el UE Vic, donde se retiró como futbolista.
Falleció el 18 de agosto de 2017 a los 84 años de edad.

## Clubes
| Club                 | País   | Año       | Partidos | Goles |
| -------------------- | ------ | --------- | -------- | ----- |
| CD Utrera            | España | 1951-1952 |          |       |
| Recreativo de Huelva | España | 1952-1953 |          |       |
| Sevilla FC           | España | 1953-1954 | 0        | 0     |
| Cádiz CF             | España | 1954-1959 | 119      | 1     |
| Xerez CD             | España | 1959-1961 | 24       | 4     |
| Racing Portuense     | España | 1961-1962 |          |       |
| Extremadura UD       | España | 1962      |          |       |
| UE Vic               | España | 1962-1963 |          |       |

## Palmarés

### Campeonatos nacionales
| Título                     | Club     | País   | Año  |
| -------------------------- | -------- | ------ | ---- |
| Tercera División de España | Cádiz CF | España | 1955 |